# Vorwärts farkasfalka
A Vorwärts farkasfalka a Kriegsmarine tengeralattjárókból álló második világháborús támadóegysége volt, amely összehangoltan tevékenykedett 1942. augusztus 25. és 1942. szeptember 26. között az Atlanti-óceán északi részén, Izlandtól délnyugatra, Új-Fundlandtól keletre. Az Vorwärts (Előre!) farkasfalka 18 búvárhajóból állt. A falka 15 hajót süllyesztett el, ötöt megrongált, ezek összesített vízkiszorítása 160 472 brt volt. Egy tengeralattjáró elpusztult.
1942. szeptember 1-jén az HMCS Morden kanadai korvett mélységi bombákkal elsüllyesztette az U–756-ot a Farvel-foktól délkeletre. A teljes legénység, 43 tengerész meghalt.

## A farkasfalka tengeralattjárói
| A hajó száma | Parancsnoka              | Részvétel kezdete    | Részvétel vége       |
| ------------ | ------------------------ | -------------------- | -------------------- |
| U–91         | Heinz Walkerling         | 1942. augusztus 25.  | 1942. szeptember 26. |
| U–92         | Adolf Oelrich            | 1942. augusztus 25.  | 1942. szeptember 17. |
| U–96         | Hans-Jürgen Hellriegel   | 1942. szeptember 3.  | 1942. szeptember 25. |
| U–211        | Karl Hause               | 1942. szeptember 3.  | 1942. szeptember 26. |
| U–218        | Richard Becker           | 1942. szeptember 4.  | 1942. szeptember 15. |
| U–380        | Josef Röther             | 1942. szeptember 2.  | 1942. szeptember 25. |
| U–404        | Otto von Bülow           | 1942. szeptember 2.  | 1942. szeptember 26. |
| U–407        | Ernst-Ulrich Brüller     | 1942. augusztus 25.  | 1942. szeptember 26. |
| U–409        | Hanns-Ferdinand Massmann | 1942. augusztus 25.  | 1942. szeptember 2.  |
| U–411        | Gerhard Litterscheid     | 1942. augusztus 25.  | 1942. szeptember 18. |
| U–461        | Wolf-Harro Stiebler      | 1942. szeptember 16. | 1942. szeptember 20. |
| U–584        | Joachim Deecke           | 1942. szeptember 2.  | 1942. szeptember 26. |
| U–594        | Friedrich Mumm           | 1942. szeptember 2.  | 1942. szeptember 17. |
| U–604        | Host Höltring            | 1942. augusztus 25.  | 1942. szeptember 1.  |
| U–608        | Rolf Struckmeier         | 1942. szeptember 2.  | 1942. szeptember 15. |
| U–609        | Klaus Rudolff            | 1942. augusztus 25.  | 1942. szeptember 1.  |
| U–659        | Hans Stock               | 1942. augusztus 25.  | 1942. szeptember 11. |
| U–756        | Klaus Harney             | 1942. augusztus 25.  | 1942. szeptember 1.  |

## Elsüllyesztett és megrongált hajók
| Dátum                | A búvárhajó száma | A hajó neve          | Nemzetisége        | Vízkiszorítása | Konvoj |
| -------------------- | ----------------- | -------------------- | ------------------ | -------------- | ------ |
| 1942. augusztus 25.  | U–604             | Abbekerk             | Hollandia          | 7906           |        |
| 1942. augusztus 31.  | U–609             | Bronxville           | Norvégia           | 4663           | SC–97  |
| 1942. augusztus 31.  | U–609             | Capira               | Panama             | 5625           | SC–97  |
| 1942. szeptember 10. | U–96              | Elisabeth van Belgie | Belgium            | 4241           | ON–127 |
| 1942. szeptember 10. | U–659             | Empire Oil*          | Egyesült Királyság | 8029           | ON–127 |
| 1942. szeptember 10. | U–96              | F. J. Wolfe*         | Egyesült Királyság | 12 190         | ON–127 |
| 1942. szeptember 10. | U–96              | Sveve                | Norvégia           | 6313           | ON–127 |
| 1942. szeptember 11. | U–96              | Delães               | Portugália         | 415            |        |
| 1942. szeptember 11. | U–584             | Empire Oil*          | Egyesült Királyság | 8029           | ON–127 |
| 1942. szeptember 11. | U–218             | Fjordaas*            | Norvégia           | 7361           | ON–127 |
| 1942. szeptember 11. | U–584             | Hindanger            | Norvégia           | 4884           | ON–127 |
| 1942. szeptember 11. | U–404             | Marit II*            | Norvégia           | 7417           | ON–127 |
| 1942. szeptember 12. | U–404             | Daghild*             | Norvégia           | 9272           | ON–127 |
| 1942. szeptember 12. | U–211             | Empire Moonbeam*     | Egyesült Királyság | 6849           | ON–127 |
| 1942. szeptember 12. | U–608             | Empire Moonbeam      | Egyesült Királyság | 6849           | ON–127 |
| 1942. szeptember 12. | U–211             | Hektoria*            | Egyesült Királyság | 13 797         | ON–127 |
| 1942. szeptember 12. | U–608             | Hektoria             | Egyesült Királyság | 13 797         | ON–127 |
| 1942. szeptember 13. | U–594             | Stone Street         | Panama             | 6131           | ON–127 |
| 1942. szeptember 14. | U–91              | HMCS Ottawa**        | Kanada             | 1375           | ON–127 |
| 1942. szeptember 18. | U–380             | Olaf Fostenes        | Norvégia           | 2994           |        |
| 1942. szeptember 23. | U–211             | Esso Williamsburg*   | Egyesült Államok   | 11 237         |        |
| 1942. szeptember 25. | U–96              | New York*            | Egyesült Királyság | 4989           | RB–1   |
| 1942. szeptember 26. | U–404             | HMS Veteran**        | Egyesült Királyság | 1120           | RB–1   |
| 1942. szeptember 26. | U–91              | New York             | Egyesült Királyság | 4989           | RB–1   |

* A hajó nem süllyedt el, csak megrongálódott

** Hadihajó